# ديفيد ليبسكي (لاعب غولف)
ديفيد ليبسكي (بالإنجليزية: David Lipsky)‏ هو لاعب غولف أمريكي، ولد في 14 يوليو 1988 في لوس أنجلوس في الولايات المتحدة.

## وصلات خارجية
- ديفيد ليبسكي على موقع رابطة لاعبي الغولف المحترفين (الإنجليزية)
- ديفيد ليبسكي على موقع رابطة أوروبا للاعبي الغولف المحترفين (الإنجليزية)
- ديفيد ليبسكي على موقع رابطة اليابان للاعبي الغولف المحترفين (الإنجليزية)
- ديفيد ليبسكي على موقع التصنيف العالمي الرسمي للغولف (الإنجليزية)